# 坎皮略德亚萨瓦
坎皮略德亚萨瓦，是西班牙卡斯蒂利亚-莱昂萨拉曼卡省的一个市镇。 总面积26平方公里，总人口256人（2001年），人口密度10人/平方公里。